# 港區 (名古屋市)
港區（日语：／ Minato ku */?）為位於日本愛知縣名古屋市西南部的區，名稱源自區內南部的名古屋港，也是名古屋市內唯一臨海的區，其面積也是最大的一個。

## 歷史
現在的港區是在17世紀後至20世紀期間，陸續以圍墾或填海方式自伊勢灣取得的土地，並以庄內川為分界，以東被劃入尾張國愛知郡，以西劃入尾張國海東郡。
在江戶時代時大部分區域都成為尾張藩的領地，19世紀末明治維新實施廢藩置縣後改隸屬名古屋縣，在1872年的第一次府縣整併後繼續隸屬新整併而成的名古屋縣，而名古屋縣在四個月後更名為愛知縣。
1878年名古屋城下的區域設立為名古屋區，名古屋區在1889年成為名古屋市，而現在的港區在當時仍未屬於名古屋市，而是分屬明德村、寛政村、寶田村、福屋村、茶屋村、福田村，而南部屬於名古屋港的碼頭區域在當時則仍是屬於伊勢灣的海域。
在1906年愛知縣進行町村整併後，位於庄內川以東的區域被整併為小碓村，以西的區域則整併為南陽村；小碓村先是在1921年被併入名古屋市，最初原是被劃入南區，直到1937年才被劃出新成立為港區，此後隨著名古屋港的發展自伊勢灣獲得的新土地也直接被劃入本區。
位於庄內川以西的南陽村則是在1949年升格為南陽町後，於1955年也被併入名古屋市，並被劃入港區。

## 交通

### 鐵道
- 日本貨物鐵道
  - 名古屋港線（日语：名古屋港線）：（名古屋市中川區） - 名古屋港車站
- 名古屋鐵道
  - 築港線：（←名古屋市南區） - 名電築港車站（日语：名電築港駅） - 東名古屋港車站
- 名古屋臨海高速鐵道
  - 青波線：（←名古屋市中川區） - 港北車站 - 荒子川公園車站 - 稻永車站 - 野跡車站 - 金城埠頭車站
- 名古屋市營地下鐵
  - 名港線：（←名古屋市熱田區） - 東海通車站 - 港區役所車站 - 築地口車站 - 名古屋港車站